# Diego Ascencio
Diego Ascencio (San Vicente, 15 de mayo de 1995) es un futbolista salvadoreño. Su posición es mediocampista y su actual club es el Once Deportivo F. C. de la Primera División de El Salvador.

## Estadísticas

### Clubes
Actualizado al último partido jugado el 27 de febrero de 2022.
| Club Deportivo Audaz · El Salvador          | 1.ª                 | 2018                | 10 | 0 | - | - | - | - | 10 | 0 | 0.00 |
| Club Deportivo Audaz · El Salvador          | 1.ª                 | 2018-19             | 23 | 2 | - | - | - | - | 23 | 2 | 0.08 |
| Club Deportivo Audaz · El Salvador          | Total               | Total               | 33 | 2 | 0 | 0 | 0 | 0 | 33 | 2 | 0.06 |
| Alianza Fútbol Club · El Salvador           | 1.ª                 | 2019-20             | 14 | 2 | - | - | 4 | 0 | 18 | 2 | 0.11 |
| Alianza Fútbol Club · El Salvador           | Total               | Total               | 14 | 2 | 0 | 0 | 4 | 0 | 18 | 2 | 0.11 |
| Once Deportivo Fútbol Club · El Salvador    | 1.ª                 | 2020-21             | 25 | 2 | - | - | - | - | 25 | 2 | 0.08 |
| Once Deportivo Fútbol Club · El Salvador    | 1.ª                 | 2021                | 14 | 2 | - | - | - | - | 14 | 2 | 0.14 |
| Once Deportivo Fútbol Club · El Salvador    | Total               | Total               | 39 | 4 | 0 | 0 | 0 | 0 | 39 | 4 | 0.10 |
| Santa Tecla Fútbol Club · El Salvador       | 1.ª                 | 2022                | 5  | 0 | - | - | - | - | 5  | 0 | 0.00 |
| Santa Tecla Fútbol Club · El Salvador       | Total               | Total               | 5  | 0 | 0 | 0 | 0 | 0 | 5  | 0 | 0.00 |
| Inter FA · El Salvador                      | 1.ª                 | 2025-26             |    |   |   |   |   |   |    |   |      |
| Inter FA · El Salvador                      | Total               | Total               | 0  | 0 | 0 | 0 | 0 | 0 | 0  | 0 | 0.00 |
| Total en su carrera                         | Total en su carrera | Total en su carrera | 91 | 8 | 0 | 0 | 4 | 0 | 95 | 8 | 0.08 |
| (2) No incluye goles en partidos amistosos. |                     |                     |    |   |   |   |   |   |    |   |      |

Reservas/Segunda División de El Salvador
| Club                      | País        | Año         |
| ------------------------- | ----------- | ----------- |
| Club Social Independiente | El Salvador | 2016 - 2017 |
| Club Deportivo Audaz      | El Salvador | 2017        |
| Ilopango FC               | El Salvador | 2022 - 2023 |
| C.D. Cruzeiro             | El Salvador | 2023 - 2024 |
| Zacatecoluca FC           | El Salvador | 2024 - 2025 |

## Palmarés

### Títulos nacionales
| Título           | Club       | País        | Año    |
| ---------------- | ---------- | ----------- | ------ |
| Primera División | Alianza FC | El Salvador | A-2019 |